# Little Cayman
Little Cayman è la più piccola delle tre isole che compongono l'arcipelago delle Cayman. Si trova nel Mar dei Caraibi a circa 140 km a nord-est di Grand Cayman e 8 km ad ovest di Cayman Brac. L'isola ha una popolazione stabile di circa 270 persone, è lunga circa 16 km e larga circa 1,5 km.
Lungo la costa sud dell'isola è presente un piccolo isolotto, chiamato isola di Owen (Owen Island).
L'isola è frequentata soprattutto per le immersioni subacquee, le zone più famose per questa attività sono Bloody Bay e Jackson's Bight, entrambe situate nella zona settentrionale.
Sull'isola è presente un aeroporto (Edward Bodden Airfield) servito dalla compagnia aerea di bandiera, la Cayman Airways.
I primi insediamenti su Little Cayman risalgono al XVI secolo, ma furono abbandonati a causa delle scorrerie dei corsari spagnoli. L'isola rimase disabitata sino al 1833 quando alcune famiglie di coloni fondarono Blossom Village, che resta ancora oggi il centro abitato dell'isola.